# Cakavizam
Cakavizam je jezična pojava pri kojoj se gubi razlika između fonema c, z, s i fonema č, ž, š. Nalazimo ju u nekim čakavskim govorima, a zabilježena je u štokavskim govorima Karlobaga i Šibenika te u kajkavskom govoru Prezida. Razlikuju se dva tipa cakavizma.

## Cakavizam prvoga tipa
U govorima s cakavizmom prvoga tipa fonemi č, ž, š zamjenjuju se fonemima c, z, s.
| Izvorni fonemi | Cakavizam | Primjeri           |
| -------------- | --------- | ------------------ |
| č              | c         | cudo, cinit, covik |
| ž              | z         | zena               |
| š              | s         | suma               |

## Cakavizam drugoga tipa
U govorima s cakavizmom drugoga tipa fonem č zamjenjuje se fonemom c, fonemi z i ž fonemom ź, fonemi s i š fonemom ś.
| Izvorni fonemi | Cakavizam | Primjeri           |
| -------------- | --------- | ------------------ |
| č              | c         | cudo, cinit, covik |
| z, ž           | ź         | źena, źviźda       |
| s, š           | ś         | śestra, śuma       |

## Istraživanja
Prvu monografiju o cakavizmu napopisao je Mieczysław Małecki 1927., uspoređujući cakavske i poljske govore. Cakavski govor otoka Suska i Lošinja opisali su Josip Hamm, Mate Hraste i Petar Guberina 1956. Također je niz vrijednih priloga o cakavizmu Komiže objavio Joško Božanić u tridesetak svezaka časopisa "Čakavska rič".